# Tetris DS
Tetris DS est un jeu de puzzle basé sur Tetris, sorti sur Nintendo DS en 2006. THQ annonce avant l'E3 2005 développer une version de Tetris pour la Nintendo DS et prévoit de la présenter lors de l'événement. Cependant, l'éditeur est forcé d'abandonner le projet et Nintendo sort donc sa propre version en mars 2006.
Se basant sur le concept original de la licence, Tetris DS propose un jeu jusqu'à 10 joueurs en local avec une seule cartouche et du multijoueur en ligne, via Wi-Fi. Le jeu comporte plusieurs modes de jeux exclusifs, incluant des thèmes de jeux Nintendo (Super Mario Bros., The Legend of Zelda, Metroid, etc.)

## Système de jeu
Le jeu reprend en grande partie le gameplay de Tetris, en ajoutant de nombreux modes de jeux originaux. Les niveaux sont agrémentés de décors et sprites de l'univers de Nintendo.

### Modes de jeux
Mode Standard

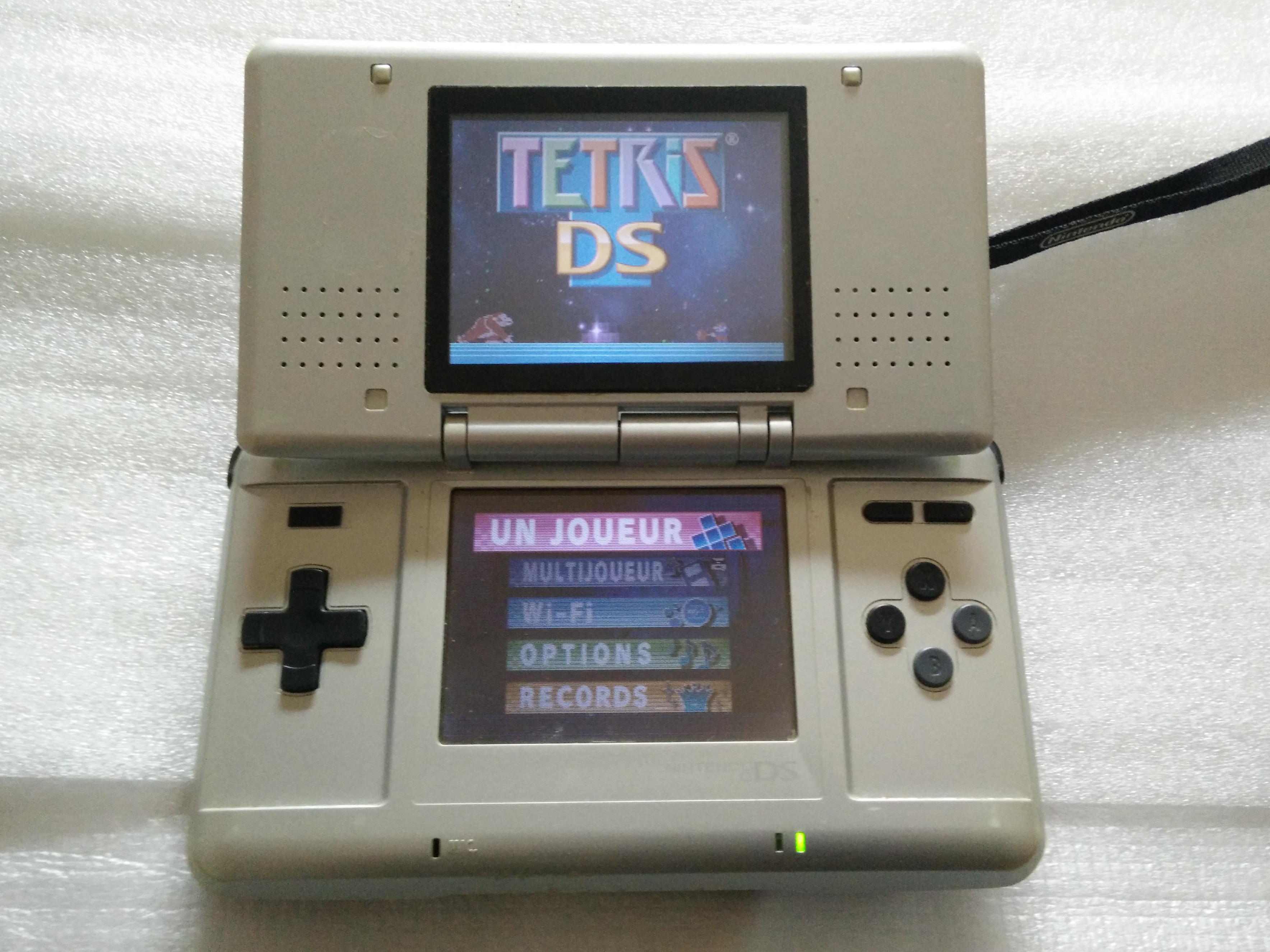
Tetris DS sur une Nintendo DS

Le mode « Standard » est similaire au Tetris original. Il se joue sur l'écran du bas tandis que l'écran du haut nous montre une animation évoluant au fil des niveaux et reprenant les classiques de Nintendo. Il peut se jouer en confrontation avec la machine (5 niveaux de jeu). Il comporte des éléments de Super Mario Bros., Super Mario Bros. 3.
Mode Mission
Deux modes sont disponibles. Dans le premier, le joueur doit effectuer diverses tâches (un nombre de lignes à faire d'un seul coup, ou faire une ou plusieurs lignes avec une pièce imposée), en temps limité (représenté par des cœurs qui disparaissent progressivement). Dans le deuxième, il s'agit d'effectuer 10 tâches le plus rapidement possible. Cinq modes de difficulté sont disponibles. Le jeu se déroule dans l'univers de la série The Legend of Zelda.
Mode Pousser
Les deux joueurs jouent tableau contre tableau (le bas du tableau du joueur 1 correspond au bas du tableau du joueur 2, sur l'axe vertical inverse), faire deux lignes ou plus en un coup déplace le tableau du joueur qui le fait vers le bas (et donc le joueur 2 vers le haut), le premier joueur dépassant une ligne limite de hauteur perd la partie. Le fond du jeu est basé sur le jeu d'arcade Donkey Kong.
Mode Toucher
Ce mode n'utilise que le stylet. Le fond est basé sur le jeu Balloon Fight. Il est partagé en deux modes. Le premier est le mode Tour (5 niveaux de difficulté). Il s'agit d'un empilement de pièces avec tout en haut une cage à faire descendre jusqu'au sol. On commence tout en bas. Il faut déplacer et tourner les pièces (la rotation étant interdite aux niveaux 4 et 5) que l'on voit grâce au stylet pour faire des lignes. On peut aussi faire des combos si, après qu'une ligne est faite, une autre ligne se fait (les blocs du haut tombant automatiquement). Le deuxième mode est le mode Puzzle. Il s'agit de missions à effectuer en utilisant l'écran tactile.
Mode Attraper
Mode basé sur Metroid. Sur l'écran du bas, il faut déplacer un noyau pour attraper les pièces qui tombent. On peut tourner le noyau, le but étant de former des carrés 4*4 (ou plus). Alors les carrés concernés commencent à clignoter puis explosent. On peut décider de les faire exploser avant si besoin. Une barre de vie est présente en bas de l'écran. Si une pièce arrive tout en bas de l'écran, elle explose et on perd un peu de vie. De temps en temps, des métroïdes descendent en même temps que les pièces. Si une métroïde touche la fondation, elle crée une explosion qui ne rapporte pas de point mais qui fait perdre de la vie. On peut la détruire par l'explosion d'un carré 4*4. En faisant des carrés 4*4, on reprend un peu de vie.
Mode Puzzle
Ce mode propose 200 puzzles. Une configuration de blocs ainsi que 3, 4, puis 5 pièces sont proposées. Il faut choisir les pièces (et leur orientation) une par une de telle sorte qu'au moins une ligne soit faite à chaque tour et qu'à la fin, il ne reste plus de bloc. Le fond est basé sur le jeu Yoshi's Cookie.
Nintendo Wi-Fi Connexion
Le mode « Standard » et le mode « Pousser » sont jouables en ligne. Le mode Pousser est jouable à deux joueurs, tandis que le mode Standard est disponible pour des parties à deux (sans objets) ou quatre (avec objets).
Multijoueur Local
Le mode « Standard » et le mode « Pousser » sont jouables en mode multijoueur lan (dans la même pièce). Le mode pousser est jouable à deux joueurs, tandis que le mode Standard est disponible pour des parties jusqu'à dix en utilisant qu'une seule cartouche.

## Développement
En 2005, la société THQ annonce développer une version de Tetris pour la nouvelle console portable de Nintendo. Cependant, The Tetris Company (fondée par Henk Rogers notamment, proche de Nintendo) privilégie le constructeur de la console pour la réalisation du jeu et force donc THQ d'abandonner le projet.

## Accueil
Le jeu est bien accueilli : le jeu obtient le score de 84 % sur l’agrégateur Metacritic et obtient de bonnes critiques dans la presse vidéoludique. Jeuxvideo.com qualifie le jeu de « véritable mine d'or pour tout amateur de puzzle-game ».

### Ventes
Le jeu a été vendu à environ 2,10 millions d’exemplaires, dont 1,35 million au Japon.